# Ernst Wollheim
Ernst Wollheim (* 24. März 1900 in Libau; † 2. August 1981 in Würzburg)  war ein deutscher Mediziner (Innere Medizin, Kardiologie) und Hochschullehrer an der Julius-Maximilians-Universität Würzburg.
Wollheim war der Sohn des Kaufmanns und preußischen Handelsgerichtsrats Arthur Wollheim und von Marie Levy. Das Abitur legte er 1917 am Friedrich-Werderschen Gymnasium in Berlin ab, war von Juni bis November 1918 Soldat im Ersten Weltkrieg und studierte dann in Berlin unter anderem bei Friedrich Kraus und Gustav von Bergmann sowie in Heidelberg und Freiburg. 1922 legte er das Staatsexamen ab, erhielt 1923 seine Approbation und wurde 1924 promoviert. Er war 1920 bis 1922 als Stipendiat der Rockefeller-Stiftung in den USA und war ab 1923 Assistent an der II. Medizinischen Klinik der Charité in Berlin, an der er nach der Habilitation 1929 Privatdozent unter dem Klinikleiter Gustav von Bergmann war. Aus einer jüdischen Familie stammend, konvertierte er mit Frau und Kindern zum Katholizismus. Er war mit Joseph Roth befreundet, dessen psychisch kranke Frau Friedl, 1940 von den Nationalsozialisten im Euthanasie-Programm ermordet, seine Patientin war.
Wollheim musste nach der Machtübernahme der Nationalsozialisten Deutschland verlassen. 1933 wurde er von Gustav von Bergmann, der dabei eine aktive Rolle spielte, wie auch andere jüdische Assistenten entlassen und ging 1934 nach Schweden, wo er 1934 bis 1948 ordentlicher Professor an der Medizinischen Fakultät der Universität Lund war. Dabei half ihm, dass der Direktor der Klinik für Innere Medizin in Lund Sven Ingvar früher bei Aufenthalten an der Charité von ihm betreut worden war. 1937 bis 1942 leitete er dort ein Labor für Kreislaufforschung. Auch während der Zeit des Nationalsozialismus und des Krieges reiste er mit einem Sonderausweis, den er von einem befreundeten Diplomaten an der deutschen Botschaft erhielt, auf dem Rückweg vom Urlaub in der Schweiz durch Deutschland und besuchte regelmäßig Berlin. Zur Schweiz hatte er auch andere Bezüge, da er mit Kurt Lange für Ciba in Basel ein Medikament gegen Bluthochdruck entwickelt hatte, für das er Tantiemen erhielt. Er hatte Kontakte sowohl zu Emigranten wie Siegfried Thannhauser in Boston als auch zu Medizinern im Deutschen Reich wie Hermann Rein in Göttingen, den er bewunderte und dessen Foto auf seinem Schreibtisch stand. Nach dem Krieg erhielt er ein Angebot, als Nachfolger von Bergmann Ordinarius für Innere Medizin an der Charité zu werden (er konnte sich mit schwedischem Visum frei in allen Besatzungszonen bewegen), er fühlte sich aber von Theodor Brugsch, der auf der anderen Seite die Verhandlungen führte, unfreundlich behandelt. 1948 bis 1970 war er als Nachfolger von Erich Grafe Ordinarius für Innere Medizin an der Universität Würzburg und Direktor der Medizinischen Klinik am Luitpoldkrankenhaus. 1963/64 war er Rektor der Universität. In der Zeit ab 1968 gehörte er zu den Ordinarien, deren autoritärer Führungsstil von Studenten und Assistenten kritisiert wurde. 1968 wurde er emeritiert.
Wollheim war der einzige in der Zeit des Nationalsozialismus emigrierte Internist, der nach dem Zweiten Weltkrieg einen Lehrstuhl in der Bundesrepublik Deutschland übernahm. An der Universität Würzburg mischte er sich aktiv in die Besetzung der medizinischen Lehrstühle ein. So verhinderte er die Berufung des nationalsozialistisch vorbelasteten Robert Herrlinger, den er als Anatom der Milz abkanzelte, als außerordentlichen Professor für Anatomie – er fand dann aber in Medizingeschichte eine Anstellung als außerordentlicher Professor.
Er war am Handbuch der inneren Medizin (4. Auflage, Band 6) beteiligt. Er befasste sich außer mit dem Herz- und Kreislaufsystem mit Nephrologie und Bluthochdruck. 1968 richtete er eines der ersten Herzkatheterlabore in Bayern ein und förderte früh die Computertechnik in der Medizin.
Er sorgte 1964 als Rektor beim 382. Stiftungsfest der Hochschule für einen Eklat, als er dem Kommers aller Studentenverbindungen fernblieb. Man hatte ihm ein Ultimatum gestellt, entweder dem Absingen der ersten Strophe des Deutschlandlieds zuzustimmen oder vor Beginn der Veranstaltung zu erklären, dass das Absingen auf seinen Wunsch unterbliebe.
1962 war er Vorsitzender des Kongresses der Internationalen Gesellschaft für Innere Medizin in München. 1966 erhielt er das Goldene Stadtsiegel von Würzburg. 1971 wurde er Ehrenmitglied der Deutschen Gesellschaft für Innere Medizin (DGIM) und 1970 Delegierter der DGIM beim Internationalen Kongress für Innere Medizin in New Delhi. 1977 erhielt Wollheim die Franz-Volhard-Medaille der Deutschen Gesellschaft für Nephrologie.
1922 heiratete er Hedda Kuhn. 1970 gründete er mit seiner Frau die Ernst-und-Hedda-Wollheim-Stiftung zur Erforschung des Bluthochdrucks. Sie vergibt den Ernst-Wollheim-Preis für die beste Dissertation an der Universität Würzburg auf dem Gebiet Herz und Kreislauf.